# Trichomanes lineolatum
Trichomanes lineolatum là một loài thực vật có mạch trong họ Hymenophyllaceae. Loài này được (Bosch) Hook. miêu tả khoa học đầu tiên năm 1867.